# アダム・クレイトン
アダム・チャールズ・クレイトン（Adam Charles Clayton、1960年3月13日 - ）は、イングランド生まれ、アイルランド育ちのロック・ミュージシャンで、U2のベーシストである。

## 来歴
オックスフォードシャーで生まれ、幼い頃にアイルランドのダブリンに引っ越す。高校時代にドラマーのラリー・マレン・ジュニアに誘われ、U2の前身となるアマチュアバンドを結成。最初の練習にアンプを持参したため、ベース担当に決まる。バンドが正式なマネージャー、ポール・マクギネスと契約するまでは、出演交渉などマネージャー役も務めていた。1979年にU2としてデビューして以来、不動のベーシストとして活動している。
U2以外の活動では、ラリー・マレン・ジュニアとのリズム隊コンビでダニエル・ラノワ『アカディ』（1989年）、ナンシー・グリフィス『Flyer』（1994年）といったアルバムに参加。また、1996年にはラリー・マレン・ジュニアとの連名で映画『ミッション・インポッシブル』のテーマソングをアレンジし、シングルリリースも行った。

## 人物
ロックスター的な奔放な逸話の持ち主であり、バンドの初期には敬虔なキリスト教徒だった他のメンバーとの関係がこじれたことがあった。
1989年にマリファナ所持により逮捕されたが、チャリティーへの寄付により有罪判決は逃れた。そのほか、飲酒運転取調べ中の警官を車で引きずって走り、免許停止になったこともある。
1991年発表の『アクトン・ベイビー』のブックレット裏表紙では、フルヌード写真を披露した（アメリカ盤では局部にボカシが入っている）。
1993年には、スーパーモデルのナオミ・キャンベルとの交際が報道された。婚約まで至ったものの、ほどなく破局している。
また、アルコール依存症になり、1993年には二日酔いのためコンサート出演をキャンセルした。1996年に入院して克服した後は、アルコールや夜遊びとは無縁の生活を送っている。

## U2以外の音楽活動
→「U2のアダム・クレイトンの作品」

## 使用機材

### ベース
- フェンダー・プレシジョンベース
- フェンダー・ジャズベース
- レイクランド・ジョー・オズボーン・シグネチャ
- レイクランド・ダリル・ジョーンズ・シグネチャ
- ワーウィック・アダム・クレイトン・レベルソ・シグネチャ
- ワーウィック・スターベース・II・メイプル
- ギブソン・RD・アーティスト・ベース
- エピフォン・リヴォリ
- ギブソン・サンダーバード
- ギブソン・レスポール・レコーディング・ベース
- ギブソン・レスポール・トライアンフ・ベース
- ギブソン・レスポール・シグネチャ・ベース
- アウアースバルト・カスタム・ベース
- リッケンバッカー・4001

ほか

### アンプ
- アシュダウン・ABM C410H-500
- アギュラー・DB 750
- アギュラー・DB 410
- アギュラー・DB 115
- アギュラー・DB 751

ほか